# Факира Мити
Вижте пояснителната страница за други личности с името Димитър Димитров.
Димитър Димитров, известен с псевдонима си Факира Мити, е български илюзионист. Роден е на 22 февруари 1910 г. Баща е на поппевеца от близкото минало Емил Димитров.
Ражда се в сравнително заможно семейство, неговият баща работи известно време в Австрия. Той е едно от три деца. Не само той, но и братята му се увличат от малки по телепатия, хипноза, вентрология и фокуси. Гастролира с цирк „Олимпия“ на Лазар Добрич. С неговата втора съпруга, мадам Сиси (или Сизи), създават дует „Мити“. Имат две деца – Юлиан, който става илюзионист, и Емил, известният поп изпълнител. Тя остава негова муза и негова асистентка до края на живота му. Създава вентроложкия номер „Иванчо и Ганчо“. Получава наградата „Народен орден на труда“ – златен, а през 1939 г. голямата награда „Златният ключ“ в Париж на международния фестивал на илюзионистите. Факира Мити е почетен член на Клуба на илюзионистите в България. Негови ученици са известните български артисти Мистер Сенко и Астор.